# Ertapenem
Ertapenem ist ein Arzneistoff, der zur Gruppe der Carbapeneme gehört.

## Pharmakologie
Ertapenem wird parenteral verabreicht und ist für Erwachsene und Kinder ab einem Alter von 3 Monaten zugelassen zur Behandlung von Infektionen im Bauchraum, ambulant erworbener Lungenentzündung sowie gynäkologischer Infektionen und Infektionen am Fuß bei Diabetikern.
Entsprechend der Wirkweise der älteren Carbapeneme ist auch Ertapenem schnellwirksam bakterizid und zeigt eine zeitabhängige Tötungskinetik; das heißt, dass eine minimal wirksame Konzentration im Körper dauerhaft überschritten werden muss.
Es ist gegenüber nahezu allen Betalactamasen stabil, einschließlich der „AmpC-Cephalosporinase“ und den extended-spectrum-β-Lactamasen (ESBL); im Gegensatz zu Imipenem auch gegenüber der Dehydropeptidase I.

### Wirkspektrum
Als Carbapenem wirkt Ertapenem sowohl gegen grampositive und -negative Bakterien als auch gegen einige Anaerobier, hat aber im Vergleich zu seinen Vorgängern ein schmaleres Spektrum. Ertapenem ist gegenüber Pseudomonas aeruginosa und Enterococcus wirkungslos.
Allgemein gilt, dass Meropenem und Ertapenem im gramnegativen Bereich etwas besser wirken als Imipenem.

### Nebenwirkungen
Die Nebenwirkungen entsprechen weitgehend denen der Penicilline und Cephalosporine.

## Handelsnamen
Invanz (EU, CH)